# Armor Assault
Armor Assault est un jeu vidéo de type wargame créé par John Weber et publié par Epyx en 1982 sur Atari 8-bit. Le jeu simule, au niveau tactique, des combats hypothétiques de blindés entre l'OTAN et l'Union soviétique dans le contexte de la guerre froide. Il peut se jouer à deux ou seul contre l'ordinateur, qui contrôle alors les soviétiques. Il propose douze missions et permet également de créer de nouvelles cartes et de concevoir des chars d'assaut pour de nouveaux scénarios. Le jeu se déroule au tour par tour sur des cartes constituées de différents types de terrains qui influent sur le mouvement des unités et peuvent bloquer les tirs, offrant une protection aux unités. À chaque tour, les joueurs donnent secrètement des instructions à leurs unités à l'aide d'un joystick, puis le programme exécute simultanément ces ordres de déplacements et de tirs. Chaque joueur peut contrôler jusqu'à six véhicules incluant des chars d’assaut, des camions et des jeeps. L'infanterie, l'aviation et l'artillerie ne sont en revanche pas présentes dans le jeu.

## Système de jeu
Armor Assault est un wargame qui simule, au niveau tactique, des affrontements hypothétiques de blindés entre l'OTAN et l'Union soviétique dans le contexte de la guerre froide. Il peut se jouer à deux ou seul contre l'ordinateur, qui contrôle alors les soviétiques. Le programme propose douze missions et permet également de créer de nouvelles cartes et de concevoir des chars d'assaut pour de nouveaux scénarios. Les scénarios proposent différents objectifs, incluant la prise de contrôle d'un point d'eau ou l'escorte d'un convoi de camions dans une ville en évitant les chars ennemis. Le jeu se déroule au tour par tour sur des cartes constituées de différents types de terrains qui influent sur le mouvement des unités et peuvent bloquer les tirs, offrant une protection aux unités. À chaque tour, les joueurs donnent secrètement des instructions à leurs unités à l'aide d'un joystick, puis le programme exécute simultanément ces ordres de déplacements et de tirs. Chaque joueur peut contrôler jusqu'à six véhicules incluant des chars d’assaut, des camions et des jeeps. L'infanterie, l'aviation et l'artillerie ne sont en revanche pas présentes dans le jeu. La plupart des chars d’assaut du jeu disposent d’un blindage plus puissant à l’avant qu’à l’arrière et sur les côtés, caractéristique dont le joueur peut tirer avantage en planifiant des embuscades ou en effectuant des attaques par les flancs. Pour chaque unité, le joueur peut sélectionner un des deux types de tirs disponibles dans le jeu : tir direct ou tir d'opportunité. Les premiers sont exécutés lorsque toutes les unités ont terminé leurs déplacements alors que les seconds le sont pendant la phase de mouvement,. 

## Développement et publication
Armor Assault est programmé en BASIC par John Weber et est publié par Epyx en 1982 sur Atari 8-bit,.

## Accueil
À sa sortie, Armor Assault fait l’objet d’une critique mitigé de Floyd Mathews dans le magazine Computer Gaming World qui déplore sa « simplicité » et son « manque de réalisme » mais qui le juge « divertissant » et doté de « plusieurs fonctionnalités intéressantes ». Parmi ces dernières, il salue en particulier son système de tir d’opportunité qui simule de manière « réaliste » les mouvements et tir simultané des unités et qui mériterait d’être utilisé dans d’autres wargames. Il déplore par contre la « sensibilité » de son système de contrôle et l’impossibilité de corriger un ordre erroné, qui oblige selon-lui le joueur à faire très attention lorsqu’il donne ses instructions à ses unités. D’après lui, le plus gros défaut du jeu est qu’il « échoue à simuler avec réalisme des combats tactiques de blindés modernes », notamment dans sa gestion des dégâts, dans les situations de combat proposées et dans l’absence d’unités d’infanterie ou de canon anti-char pour accompagner les blindés. Il ajoute qu’il ne parvient en plus pas à retranscrire les sensations de l’aspect le plus intéressant des combats de blindés, la mobilité, à cause notamment de ses cartes trop petites qui ne laisse pas suffisamment de place pour des manœuvres réalistes d’enveloppement ou de flanquement. Il note cependant que le joueur peut en partie gommer ces problèmes grâce à l’éditeur de carte et d’unité du jeu, qui permet de transformer le jeu en une simulation réaliste d’autres types de combat, notamment d’infanterie. 
La critique du journaliste de Softline est également contrastée et le décrit comme une tentative « vaillante » de concevoir un wargame sur Atari 8-bit qui souffre malheureusement de son exécution. Il déplore en effet que sa programmation en BASIC rend le programme « lent », que ce soit pour charger un scénario ou exécuté les instructions du joueur, problème qui est aggravé par la nécessité de relancer le jeu après chaque scénario. Il regrette également qu’il ne soit pas possible de jouer au clavier plutôt qu’au joystick, ce qui aurait été plus pratique et plus fiable. Il note enfin que malgré la promesse de graphismes en « haute résolution », ces derniers ne sont pas très détaillés et qu’il est difficile d’identifier certains véhicules. En conclusion, il explique ainsi que si la conception du jeu est « excellente » et montre que John Weber est un wargamer « sérieux », sa programmation laisse à désirer et aurait bénéficié de routines en langage machine et d’une option de contrôle au clavier.